# Peugeot 807
La 807 è una autovettura monovolume di grossa taglia prodotta dal 2002 al 2014 dalla casa automobilistica francese Peugeot.

## Profilo e caratteristiche
La prima generazione di Eurovan (come era anche noto il progetto dal quale sarebbero nate le quattro monovolume con marchi Citroën, Peugeot, Fiat e Lancia) ebbe un discreto successo, ma solo a sprazzi: le vetture erano troppo identiche tra di loro e mancavano quindi di una certa dose di personalità. Pertanto, la joint-venture tra Gruppo Fiat e Gruppo PSA (nata parecchi anni prima per la realizzazione in comune di veicoli commerciali) riprese nuovamente vita per poter realizzare quattro nuove monovolume dal design più moderno, sia esternamente che internamente, e soprattutto con l'intento di differenziarle maggiormente l'una dall'altra. Il progetto prevedeva inoltre un allungamento del corpo vettura, a tutto vantaggio dello spazio interno. L'abitabilità interna era già buona sulla prima generazione, ma si decise di osare ancor di più per perfezionare ancor di più le vetture da più punti di vista possibili.
Come risultato nacquero quattro nuove monovolume, più grandi delle precedenti e più diversificate tra loro, specie nella zona del frontale. 
La 807 è la monovolume prodotta con il marchio Peugeot, l'erede della 806. La 807 presenta molte migliorie rispetto alla 806. Per cominciare è molto più elegante e più moderna, inoltre anche meccanicamente è migliorata, grazie all'adozione di nuovi propulsori e al miglioramento di quelli già esistenti e ripresi dalla prima generazione.

### Design ed interni
Come già accennato, rispetto alla 806, la 807 è notevolmente migliorata: più grande, più elegante e con più personalità, la 807 si presenta con ingombri maggiori a tutto vantaggio dello spazio interno. A dir la verità, anche la 807 non presenta molte differenze rispetto alle altre Eurovan della seconda generazione, ma sono pur sempre molte di più rispetto alla prima generazione. In particolare, la 807 somiglia maggiormente alla Citroën C8, per via del frontale caratterizzato dai fari a goccia. Ma anche tra di esse vi sono finalmente delle differenze: la 807, per esempio, è caratterizzata da una presa d'aria frontale di dimensioni molto più ridotte rispetto alla cugina C8, mentre i fari, pur avendo un disegno simile, non sono esattamente uguali. Tali fari, assieme al cofano motore che sembra "avvolgere" la parte anteriore della vettura conferiscono robustezza all'insieme. I particolari che evidenziano la maggior eleganza della 807 rispetto alla sua antenata sono per esempio nelle maniglie cromate, negli indicatori di direzione laterali, posti sul lato inferiore dei bracci che reggono gli specchietti esterni. Posteriormente, non abbiamo più i gruppi ottici quadrangolari che caratterizzavano un po' tutte le monovolume della prima generazione, ma abbiamo nuovi fari sottili e a sviluppo verticale.
La 807 è progettata per dare la possibilità di viaggiare anche in otto in tutto comfort e sicurezza e con tanto spazio a disposizione per potersi muovere all'interno della vettura. Inoltre la 807 ha la possibilità di modificare la sistemazione dei sedili, di rimuoverne alcuni, e così via, in modo da adattarsi ad ogni esigenza di carico. In più, è provvista di 60 vani portaoggetti, per ottimizzare al massimo il concetto di modularità. Sempre internamente, anche la strumentazione ha subito notevoli migliorie, con un design molto più moderno. Inoltre, la stessa strumentazione è stata spostata al centro del cruscotto, in modo da conferire al cruscotto stesso un look più originale e anticonformista. Caratteristico è anche il tetto panoramico in cristallo suddiviso in tre pezzi. Nella 807, le porte posteriori sono scorrevoli e ad apertura elettrica. Una vettura concepita per i grandi viaggi e per il trasporto di molte persone, per esempio una famiglia con più bambini, non poteva non lasciare spazio per i dispositivi di sicurezza: ecco allora che la 807 è equipaggiata con ABS, ESP e ASR. Inoltre, dal posto guida è possibile bloccare l'apertura accidentale delle portiere posteriori e dei pannelli in cristallo del tetto, così che i bambini più curiosi non corrano pericoli. Il bagagliaio non è molto ampio se si decide di usufruire di tutti i sedili, ma abbattendo la seconda e la terza fila di posti, si può passare dagli originari 324 litri a 2.948 litri di capacità totale.

### Meccanica e motorizzazioni
La 807 è stata proposta al suo esordio con i seguenti motori, tutti con distribuzione a quattro valvole per cilindro:
- 2.0: EW a benzina da 136 CV;
- 2.2: EW a benzina da 158 CV;
- 3.0 V6: ES a benzina da 211 CV;
- 2.0 HDi: DW turbodiesel common rail da 107 CV;
- 2.2 HDi: DW turbodiesel common rail da 128 CV.

Il cambio era manuale a 5 marce su tutte le versioni tranne che nella versione 3.0 V6 dove era previsto un cambio automatico "intelligente" a 4 rapporti in grado di adattarsi al tipo di guida del conducente.
Per quanto riguarda la meccanica telaistica, condivide le stesse soluzioni della altre monovolume derivate dal medesimo progetto: prevede un avantreno a ruote indipendenti con schema MacPherson ed un retrotreno a ruote interconnesse con bracci tirati e barra Panhard trasversale. I freni sono a disco sulle quattro ruote, con i dischi anteriori di tipo autoventilante, mentre lo sterzo è a cremagliera.

## Evoluzione
Durante la sua lunga carriera ha conosciuto due restyling, sebbene molto lievi, uno nel 2008 ed uno nel 2012, avvenuti assieme alla "sorella" C8. Le derivate italiane, ossia la Lancia Phedra e Fiat Ulysse, hanno invece beneficiato solo del restyling del 2008, perché nel 2010 e nel 2011 sono avvenuti i rispettivi pensionamenti.
Più movimentata la situazione relativa alle motorizzazioni, specialmente quelle a gasolio, particolarmente indicate per questo genere di vettura. Nel 2005 sono avvenute le uscite di listino di quasi tutte le motorizzazioni a benzina, tranne il nuovo 2 litri con fasatura variabile che resisterà fino al 2010. Quanto ai motori a ciclo Diesel, essi si evolveranno in maniera più significativa, arrivando al 2 litri turbodiesel nelle versioni da 136 e 163 CV, che sostituiranno le motorizzazioni a gasolio da 2.2 litri disponibili nelle fasi precedenti della commercializzazione. Nel frattempo, anche il cambio automatico passò da quattro a sei rapporti.
Nel restyling del 2012 la 807 si uniforma al più recente corso stilistico della Casa di Sochaux, sebbene in maniera leggera: cambiano il logo anteriore sulla calandra (simile a quello della piccola 208) ed i rivestimenti in alcantara su plancia e pannelli porta.
Questo restyling non è nient'altro che un aggiornamento di fine carriera, il cosiddetto "canto del cigno" per la 807 e la C8, che ormai sono in listino da 11 anni e alcuni mesi.
Non ci sarà più alcuna erede e l'alleanza PSA-FIAT, iniziata nel 1981, terminerà tra qualche anno e, così, chiuderà anche la Sevel. La 807 sparisce così negli ultimi mesi del 2013 dalla gamma Peugeot, anche se le ultime scorte rimaste fanno sì che la vettura compaia ancora per i primi mesi del 2014 in alcuni listini europei, tra cui quello francese e quello tedesco. Solo nel 2015 Peugeot lancerà un veicolo riconducibile al segmento della 807, anche se derivato dal veicolo commerciale Expert: il Traveller.

### Riepilogo caratteristiche
Di seguito vengono riportate le caratteristiche delle principali versioni costituenti la gamma della 807:
| 807 2.0 16v             | EW10J4    | 1997 | 136/6000 | 190/4100 | 185 | 12"2 | 2002-2005 |
| 807 2.0 16v             | EW10A     | 1997 | 140/6000 | 190/4100 | 188 | 12"2 | 2005-2010 |
| 807 2.2 16v             | EW12J4    | 2231 | 158/5650 | 217/3900 | 196 | 11"6 | 2002-2005 |
| 807 3.0 V6 aut.         | ES9J4S    | 2946 | 204/6000 | 285/3750 | 205 | 11"  | 2002-2005 |
| Versioni diesel         |           |      |          |          |     |      |           |
| 807 2.0 HDi 16v         | DW10ATED  | 1997 | 107/4000 | 270/1750 | 174 | 14"6 | 2002-2006 |
| 807 2.0 HDi 16v         | DW10ATED  | 1997 | 109/4000 | 270/1750 | 174 | 14"6 | 2005-2006 |
| 807 2.0 HDi 16v         | DW10ATED  | 1997 | 120/4000 | 300/2000 | 180 | 12"9 | 2006-2010 |
| 807 2.0 HDi 16v         | DW10TED4  | 1997 | 136/4000 | 320/2000 | 190 | 11"4 | 2006-2014 |
| 807 2.0 HDi 16v         | DW10C     | 1997 | 163/3750 | 340/2000 | 203 | 9"8  | 2010-2014 |
| 807 2.2 HDi 16v         | DW12TED4  | 2179 | 128/4000 | 314/2000 | 182 | 13"6 | 2002-2006 |
| 807 2.2 HDi 16v         | DW12TED4  | 2179 | 128/4000 | 314/2000 | 180 | 13"8 | 2005-2006 |
| 807 2.2 HDi 16v Biturbo | DW12BTED4 | 2179 | 170/4000 | 370/1500 | 200 | 10"  | 2007-2010 |